# Princ Edward, vévoda z Kentu

Erb prince Edwarda, vévody z Kentu

Princ Edward, vévoda z Kentu, (Edward George Nicholas Paul Patrick; 9. října 1935 Londýn) je člen britské královské rodiny, vnuk krále Jiřího V. a od roku 1942 vévoda z Kentu.
Vévoda z Kentu vykonával některé královské povinnosti jménem britské panovnice, své sestřenice královny Alžběty II. V letech 1969–2021 byl prezidentem All England Lawn Tennis and Croquet Clubu. Zúčastnil se přes 350 ceremoniálů předání pohárů vítězům Wimbledonu, v květnu 1977 otevřel wimbledonské muzeum a inauguroval šest dvorců a zařízení. Do roku 2001 působil ve funkci zvláštního zástupce Spojeného království pro mezinárodní obchod a investice. Zastává také několik prezidentských funkcí v organizacích Scout Association, Royal United Services Institute, Royal Institution of Great Britain a je také velmistrem svobodných zednářů Anglie a Walesu.
V době narození během vlády krále Jiřího V. byl sedmým v linii následnictví na britský trůn, a to po třech strýcích, sestřenicích princeznách Alžbětě a Margaretě a po svém otci. Po narození princezny Savannah Phillips v roce 2010 byl na 28. místě pořadí.

## Osobní život
Narodil se 9. října 1935 na londýnském Belgrave Square v čp. 3. Otcem byl princ Jiří, vévoda z Kentu, čtvrtý syn krále Jiřího V. a Marie z Tecku. Matkou řecká princezna Marina, dcera prince Mikuláše a ruské velkokněžny Jeleny Vladimirovny. Jako vnuk britského panovníka v mužské linii je titulován princ britský s prefixem Jeho královská Výsost, výslovně pak JKV princ Edward z Kentu.
Pokřtěn byl 20. listopadu 1935 v soukromé kapli Buckinghamského paláce arcibiskupem z Canterbury Cosmo Langem.
Školní docházku zahájil na základním stupni v Ludgrove School v Berkshire. Poté následovaly Eton College a švýcarská Le Rosey. Po skončení studia nastoupil do Královské vojenské akademie v Sandhurstu.
Plynně hovoří francouzsky.

### Vévoda z Kentu
25. srpna 1942 zemřel jeho otec princ Jiří při leteckém neštěstí, když letadlo za špatné viditelnosti havarovalo v Caithness. Téměř sedmiletý se tak stal vévodou z Kentu, hrabětem ze St Andrews a baronem Downpatrickem. V roce 1959 přijal místo ve Sněmovně lordů.
Jako vévoda panovnického rodu byl předurčen ke královským povinnostem. V šestnácti letech, roku 1952, stál během státního pohřbu u rakve strýce, krále Jiřího VI. Následující rok byl přítomen korunovaci sestřenice Alžběty II. za britskou panovnici. Po aktu jí u trůnu složil slib poslušnosti.

## Vojenská služba
29. července 1955 absolvoval Královskou vojenskou akademii v Sandhurstu v hodnosti podporučíka u jezdeckého pluku Royal Scots Greys a započal více než dvacetiletou vojenskou kariéru.
29. července 1961 byl jmenován do hodnosti kapitána. V letech 1962–1963 sloužil v Hongkongu a později ve štábu Východního velitelství. 31. prosince 1967 získal hodnost majora. Na konci roku 1970 velel družstvu působícímu na britské suverénní základně na Kypru, která byla součástí sil OSN vynucujících mír mezi řeckou a tureckou částí ostrova. 30. června 1973 byl uveden do hodnosti podplukovníka. Do výslužby odešel 15. dubna 1976. 11. června 1983 byl povýšen do hodnosti generálmajora a o deset let později, 11. dubna 1993, do hodnosti polního maršála.

## Sňatek
8. června 1961 se v York Minsteru oženil s Katharine Worsleyovou. Manželka je jedinou dcerou Sira Williama Arthringtona Worsleyho a Joyce Morgan Brunnerové. Po svatbě získala právo na oslovení Její královská Výsost vévodkyně z Kentu, ačkoliv v roce 2002 se oslovení královská Výsost vzdala a vyjádřila přání, aby byla nadále známá pouze jako Katharine Kent či Katharine, vévodkyně z Kentu.
Z manželství vzešli čtyři potomci, nejmladší syn se však narodil mrtvý:
- 1. George Windsor, hrabě ze St. Andrews (* 26. 6. 1962 Iver)
  - ⚭ 1988 Sylvana Tomaselliová (* 28. 5. 1957 Placentia, Newfoundland a Labrador)
- 2. Helen Windsor (* 24. 4. 1964 Iver)
  - ⚭ 1992 Timothy Taylor (* 8. 8. 1963)
- 3. Nicholas Windsor (* 25. 7. 1970 Londýn)
  - ⚭ 2006 Paola Louise Marica Doimiová de Lupis (* 7. 8. 1969 Londýn)
- 4. Patrick (*/† 5. 10. 1977)

V roce 1994 vévodkyně konvertovala k římskokatolické církvi. Vévoda z Kentu přesto neztratil místo v následnické linii na trůn kvůli existenci zákona Act of Settlement 1701. Syn lord Nicholas následoval svoji matku a konvertoval také.
Vévoda z Kentu s chotí žijí ve Wren House v londýnském Kensingtonském paláci.

## Svobodné zednářství
Vévoda je velmistrem Velké spojené lóže Anglie, řídící struktury svobodného zednářství na území Anglie a Walesu. V této funkci působí od roku 1967.

## Tituly, oslovení, vyznamenání a řády

### Tituly a oslovení
- 9. října 1935 – 25. srpna 1942: Jeho královská Výsost princ Edward z Kentu
- 25. srpna 1942 – : Jeho královská Výsost vévoda z Kentu

Úplné oslovení zní: Polní maršál Jeho královská výsost princ Edward George Nicholas Paul Patrick, vévoda z Kentu, hrabě ze Saint Andrews, baron Downpatrick, královský rytíř nejvznešenějšího Podvazkového řádu, rytíř Velkého kříže Řádu sv. Michaela a sv. Jiří, rytíř Velkého kříže Královského vítězného řádu, Personal Aide-de-Camp Jejího Veličenstva.

### Vyznamenání a řády

#### Britská vyznamenání
- Podvazkový řád (KG, 1985)
- rytíř velkého kříže Řádu svatého Michala a svatého Jiří (GCMG, 1967)
- rytíř velkého kříže Královského Viktoriina řádu (GCVO, 1960)
- Personal Aide-de-Camp Jejího Veličenstva (ADC(P))
- Korunovační medaile Jiřího VI. (12. května 1937)
- Korunovační medaile Alžběty II. (2. června 1953)
- Medaile stříbrného výročí královny Alžběty II. (6. února 1977)
- Medaile zlatého výročí královny Alžběty II. (6. února 2002)
- Medaile diamantového výročí královny Alžběty II. (6. února 2012)

#### Zahraniční vyznamenání
- velkostuha speciální třídy Nejvyššího řádu renesance (Jordánsko)
- velkostuha Řádu jordánské hvězdy (Jordánsko)
- Řád africké hvězdy (Libérie)
- velký záslužný řád s hvězdou a šerpou Záslužného řádu Spolkové republiky Německo (Německo)
- Řád tří božských sil I. třídy (Nepál)
- velkokříž Řádu svatého Olafa (Norsko)
- velkokříž Řádu za zásluhy Polské republiky (1997, Polsko)[10]
- Řád svatých Jiřího a Konstantina (KSGC, Řecko)
- rytíř Řádu Karla XIII. (6. listopadu 2000, Švédsko)[11]
- Canadian Forces Decoration (CD) (Kanada)
- Medaile OSN za působení v Mírové misi OSN na Kypru (UNFICYP), 1970

## Rodokmen
|                        |                                |  |              |                                              |  |  |  |  |  |  |  | Albert Sasko-Kobursko-Gothajský |
|                        |                                |  |              |                                              |  |  |  |  |  |  |  |                                 |
|                        | Eduard VII.                    |  |              |                                              |  |  |  |  |  |  |  |                                 |
|                        |                                |  |              |                                              |  |  |  |  |  |  |  |                                 |
|                        |                                |  |              | královna Viktorie                            |  |  |  |  |  |  |  |                                 |
|                        |                                |  |              |                                              |  |  |  |  |  |  |  |                                 |
|                        | Jiří V.                        |  |              |                                              |  |  |  |  |  |  |  |                                 |
|                        |                                |  |              |                                              |  |  |  |  |  |  |  |                                 |
|                        |                                |  |              | Kristián IX.                                 |  |  |  |  |  |  |  |                                 |
|                        |                                |  |              |                                              |  |  |  |  |  |  |  |                                 |
|                        | Alexandra Dánská               |  |              |                                              |  |  |  |  |  |  |  |                                 |
|                        |                                |  |              |                                              |  |  |  |  |  |  |  |                                 |
|                        |                                |  |              | Luisa Hesensko-Kasselská                     |  |  |  |  |  |  |  |                                 |
|                        |                                |  |              |                                              |  |  |  |  |  |  |  |                                 |
|                        | Jiří, vévoda z Kentu           |  |              |                                              |  |  |  |  |  |  |  |                                 |
|                        |                                |  |              |                                              |  |  |  |  |  |  |  |                                 |
|                        |                                |  |              | Alexandr Württemberský                       |  |  |  |  |  |  |  |                                 |
|                        |                                |  |              |                                              |  |  |  |  |  |  |  |                                 |
|                        | František z Tecku              |  |              |                                              |  |  |  |  |  |  |  |                                 |
|                        |                                |  |              |                                              |  |  |  |  |  |  |  |                                 |
|                        |                                |  |              | Claudine Rhédey von Kis-Rhéde                |  |  |  |  |  |  |  |                                 |
|                        |                                |  |              |                                              |  |  |  |  |  |  |  |                                 |
|                        | Marie z Tecku                  |  |              |                                              |  |  |  |  |  |  |  |                                 |
|                        |                                |  |              |                                              |  |  |  |  |  |  |  |                                 |
|                        |                                |  |              | Adolf z Cambridge                            |  |  |  |  |  |  |  |                                 |
|                        |                                |  |              |                                              |  |  |  |  |  |  |  |                                 |
|                        | Marie Adelaida z Cambridge     |  |              |                                              |  |  |  |  |  |  |  |                                 |
|                        |                                |  |              |                                              |  |  |  |  |  |  |  |                                 |
|                        |                                |  |              | Augusta Hesensko-Kaselská                    |  |  |  |  |  |  |  |                                 |
|                        |                                |  |              |                                              |  |  |  |  |  |  |  |                                 |
| Edward, vévoda z Kentu |                                |  |              |                                              |  |  |  |  |  |  |  |                                 |
|                        |                                |  |              |                                              |  |  |  |  |  |  |  |                                 |
|                        |                                |  | Kristián IX. |                                              |  |  |  |  |  |  |  |                                 |
|                        |                                |  |              |                                              |  |  |  |  |  |  |  |                                 |
|                        | Jiří I. Řecký                  |  |              |                                              |  |  |  |  |  |  |  |                                 |
|                        |                                |  |              |                                              |  |  |  |  |  |  |  |                                 |
|                        |                                |  |              | Luisa Hesensko-Kasselská                     |  |  |  |  |  |  |  |                                 |
|                        |                                |  |              |                                              |  |  |  |  |  |  |  |                                 |
|                        | Mikuláš Řecký a Dánský         |  |              |                                              |  |  |  |  |  |  |  |                                 |
|                        |                                |  |              |                                              |  |  |  |  |  |  |  |                                 |
|                        |                                |  |              | Konstantin Nikolajevič Ruský                 |  |  |  |  |  |  |  |                                 |
|                        |                                |  |              |                                              |  |  |  |  |  |  |  |                                 |
|                        | Olga Konstantinovna Romanovová |  |              |                                              |  |  |  |  |  |  |  |                                 |
|                        |                                |  |              |                                              |  |  |  |  |  |  |  |                                 |
|                        |                                |  |              | Alexandra Sasko-Altenburská                  |  |  |  |  |  |  |  |                                 |
|                        |                                |  |              |                                              |  |  |  |  |  |  |  |                                 |
|                        | Marina Řecká a Dánská          |  |              |                                              |  |  |  |  |  |  |  |                                 |
|                        |                                |  |              |                                              |  |  |  |  |  |  |  |                                 |
|                        |                                |  |              | Alexandr II. Nikolajevič                     |  |  |  |  |  |  |  |                                 |
|                        |                                |  |              |                                              |  |  |  |  |  |  |  |                                 |
|                        | Vladimír Alexandrovič Romanov  |  |              |                                              |  |  |  |  |  |  |  |                                 |
|                        |                                |  |              |                                              |  |  |  |  |  |  |  |                                 |
|                        |                                |  |              | Marie Alexandrovna                           |  |  |  |  |  |  |  |                                 |
|                        |                                |  |              |                                              |  |  |  |  |  |  |  |                                 |
|                        | Elena Vladimírovna Ruská       |  |              |                                              |  |  |  |  |  |  |  |                                 |
|                        |                                |  |              |                                              |  |  |  |  |  |  |  |                                 |
|                        |                                |  |              | Bedřich František II. Meklenbursko-Zvěřínský |  |  |  |  |  |  |  |                                 |
|                        |                                |  |              |                                              |  |  |  |  |  |  |  |                                 |
|                        | Marie Meklenbursko-Zvěřínská   |  |              |                                              |  |  |  |  |  |  |  |                                 |
|                        |                                |  |              |                                              |  |  |  |  |  |  |  |                                 |
|                        |                                |  |              | Augusta Reuss Köstritz                       |  |  |  |  |  |  |  |                                 |
|                        |                                |  |              |                                              |  |  |  |  |  |  |  |                                 |